# Ajika nana
Ajika nana är en insektsart som beskrevs av Irena Dworakowska 1979. Ajika nana ingår i släktet Ajika och familjen dvärgstritar. Inga underarter finns listade i Catalogue of Life.